# Landakotsskóli
Die Landakotsskóli ist eine Privatschule für Kinder der 1. bis 10. Klasse in Reykjavík, Island. Sie wurde 1896 gegründet und ist damit eine der ältesten Schulen Islands. Neben den isländischen Klassen gibt es auch eine internationale Abteilung, genannt International Department of Landakotsskóli, in der Schüler auf Englisch unterrichtet werden.
Die Privatschule ist zentral gelegen und stellt den Schülern moderne Ausrüstung wie Laptops und Beamer in jedem Raum zur Verfügung. Außerdem gibt es einen großen Schulhof und mehrere Grünflächen rund um die anliegende katholische Kathedrale Landakotskirkja, die von den 250 Schülern genutzt werden dürfen.
Seit 2014 wird die Schule von Ingibjörg Jóhannsdottir geleitet.

## Isländischer Lehrplan
Die isländischen Schüler werden nach dem nationalen isländischen Lehrplan unterrichtet, welcher großen Wert auf Naturwissenschaften, Sprachen und Kunst legt.

## International Department
Das International Department of Landakotsskóli (internationale Abteilung) wurde 2015 gegründet. Es wurde inspiriert von den unterschiedlichen Nationalitäten der Schüler. In Island sind 10 % der Bevölkerung Ausländer und es gab nicht genügend Möglichkeiten für Schüler ohne Isländischkenntnisse.
Die Schüler lernen nach dem Lehrplan der Cambridge International Examinations, welcher Schwerpunkte in Sprachen und Naturwissenschaften hat.
Das International Department besitzt eigene Unterrichtsräume und beschäftigt andere Lehrer, ist aber trotzdem Teil von Landakotsskóli. Damit soll internationalen Familien die Möglichkeit geboten werden, sich in die isländische Kultur einzufügen und neue Kontakte zu knüpfen.